# Naogaon
Naogaon este un oraș situat în partea de nord-vest a Bangladeshului. La recensământul din 2001 avea o populație de 124.046 locuitori. Centru administrativ (reședința districtului omonim).